# Хроноп
«Хроноп» — советская и российская рок-группа из Нижнего Новгорода, образованная в 1985 году. Автором большинства песен является Вадим Демидов. Стиль «Хронопа» определяется как мягкий гитарный рок с нестандартными текстами. В начале-середине 1990-х годов группа прошла через увлечение арт-роком. В 2000-е годы группа вернулась к простоте и балладности.
Название «Хроноп» заимствовано из произведения известного аргентинского прозаика Хулио Кортасара «Истории хронопов и фамов».

## История
Группа образовалась 3 мая 1985 года, когда пятеро друзей, завсегдатаев горьковской «кучи» (места, где меломаны обменивались винилом) — а именно Вадим Демидов, Кирилл Кобрин, Александр Терешкин, Алексей Максимов и Алексей Казимиров — решили дома у последнего записать музыкальный альбом. «Домашний аквариум», альбом, сыгранный на трех семирублевых гитарах, детских дуделках и блок-флейтах, появился 23 дня спустя после рождения группы. Ориентиром для «хронопов» той поры считается русский рок питерской выделки.
Первое выступление «Хронопа» в «электричестве» состоялось в октябре 1986 года на I горьковском рок-фестивале, в жюри которого председательствовал Артем Троицкий. Сет «Хронопа» был принят слушателями и организаторами фестиваля неоднозначно, функционеры ВЛКСМ поспешили объявить группу нелояльной, однако в итоге она получила приз «за самую спорную программу». В 1980-е годы «Хроноп» участвовал в ряде знаковых рок-фестивалей, в том числе в Подольском (1987 г.), Новосибирском (1988 г.), Харьковском («Рок против сталинизма», 1989 г.), а также в акции «Рок чистой воды» (1990 г). В те же годы были записаны два альбома — «Серые простыни» и «Топот мух» (сборник концертных акустических записей). В настоящей студии «Хроноп» появился впервые лишь в 1989 году — тогда группа участвовала в советско-датском проекте «Next Stop Rock’n’Roll», в датской передвижной студии была записана песня «Костер». Альбом «Next Stop Rock’n’Roll» увидел свет в 1990 году.
В 1990-е годы «Хроноп» постепенно усложнял музыкальную ткань своих песен. Первый студийный альбом «Здесь и сейчас» был записан в чебоксарской студии «Про» в феврале 1990 года (звукорежиссёры Владимир и Игорь Лутошкины). В следующем году «Здесь и сейчас» увидел свет на фирме «Мелодия» (редактор Андрей Бурлака), это первый винил группы. В тех же Чебоксарах был записан альбом «Легче воды» (1991 г). В книге Александра Кушнира «100 магнитоальбомов советского рока» рассказана история его создания. В середине 90-х появился ещё один альбом «Где-то в Европе».
В 1995 году две «хроноповские» песни «Любитель жидкости» и «Still Life» записал и выпустил Сергей «Чиж» Чиграков Чиж & Co (альбом «О Любви»), вскоре обе песни в его исполнении стали хитами.
В 1999 году «Хроноп» пробовал перейти с арт-роковых рельс на трип-хоповые, фрагмент новой программы был снят и показан нижегородским телеканалом ННТВ («Музыка XXI века»). Однако группа не выдержала столь радикального реформирования стиля и 6 января 2000 года распалась.
И все же участники группы нашли в себе силы для воссоединения. Выступление «Хронопа» в своем «золотом» составе состоялось осенью 2004 года — на презентации книги «Где-то в Европе» одного из отцов-основателей группы Кирилла Кобрина. А настоящий реюньон случился в конце 2005 года. Тогда же была начата работа над альбомом «Любитель жидкости». После воссоединения «Хроноп» выпустил 5 альбомов.
«Хроноп» преимущественно концертирует в Нижнем Новгороде, хотя дважды делал вылазки на фестивали — на «Старый Новый Рок» (2008) и на 10-летие музыкального издательства «Геометрия» (2011).
Альбом «Сезон лирохвоста» критики встретили достаточно
тепло. Так в журнале Rolling Stone альбом «заработал» четыре звезды из пяти возможных, а несколько музыкальных обозревателей, в частности Денис Ступников, Антон Ковальский и Сергей Мудрик поместили его в свой итоговый «топ-10».
В начале 2013 года Вадим Демидов на рекорд-лейбле «Отделение Выход» выпустил сборник «Акустика The Best», который включает акустические версии лучших песен «Хронопа» конца нулевых годов.
В апреле 2014 года в музыкальном издательстве «Геометрия» «Хроноп» выпустил девятый студийный альбом «Сейчастье». В работе над ним принимал один из отцов-основателей группы Александр Терешкин. «Сейчастье» получило множество лестных отзывов от критиков, а в журнале Rolling Stone альбом «заработал» вновь 4 звезды. При этом, обозреватель журнала Андрей Бухарин отметил, что «Хроноп» — одна из лучших русских групп. Состав группы претерпел изменения — вместо Игоря Шивырова (бас) и Михаила Киселева (гитара) появились Алексей Сидоров (бас) и Андрей Колесов (гитара, клавишные).
Под занавес 2014 года Вадим Демидов и Александр Терешкин под маркой «Хронопа» выпустили новогодний сингл «Гибкие люди», эта песня была сочинена в 1987 году и звучала ещё на Подольском фестивале. Для новой редакции Демидов переработал текст песни.
С лета 2014 года «Хроноп» не подавал признаков жизни, однако в июле 2016 года группа собралась ради выступления на юбилейном фестивале «Рок чистой воды», который состоялся на главной площади Нижнего Новгорода. На сцену вышли, как «хронопы»-ветераны — Александр Терешкин, Вадим Демидов, Павел Носков, Андрей Малых, так и «хронопы», участвовавшие в записи альбома «Сейчастье» — Алексей Сидоров и Михаил Киселев. С сентября началась работа над новым альбомом «Хронопа», десятым в её дискографии. Саунд-продюсер альбома — Алекс Репьёв, до этого записавший пять альбомов группы.
9 декабря 2016 года «Хроноп» в расширенном составе сыграл на 15-летии музыкального издательства «Геометрия».
Перед выступлением лидер группы Вадим Демидов сообщил «Контрабанде», что «после этого фестиваля „Хроноп“ вообще не планирует больше выступать».
В январе 2017 года «Хроноп» опубликовал песню «Хочешь со мной» — первый сингл будущего альбома, который станет десятым в дискографии группы. Партию флейты исполнил участник «золотого» состава группы Андрей Малых. Саунд-продюсером вновь выступил Алекс Репьёв.
Поначалу в блоге «Хронопа» Вадим Демидов заявил о желании каждый месяц выпускать по песне, чтобы в конце года получить готовый альбом. Однако в течение следующего года удалось выпустить лишь семь синглов, записать песню «Когда я вернусь» для будущего трибьюта Александра Галича и перезаписать архивное «Рождество» для сборника новогодних и рождественских песен «Акустическое Рождество», спродюсированного Константином Арбениным.
К студийной работе приложили руки как участники различных составов «Хронопа»: Вадим Демидов, Павел Носков, Александр Терёшкин, Михаил Киселёв, так и друзья-музыканты: Алексей Рацен, Дмитрий Токман, Ксения Балашова, Михаил Зельманов, Егор Баранов.
В 2018 году «Хроноп» продолжил работу над новыми композициями. Наибольший успех выпал на песню «Ну и зря боялась», которую презентовал еженедельник «Новая газета».
В апреле 2019 года в музыкальном издательстве «Геометрия» вышел юбилейный, 10-й, альбом «Отчаянье и любовь», он был доброжелательно встречен музыкальной критикой. Вадим Пономарев (Гуру Кен) называет альбом портретом эпохи акварелью, а Александр Кутинов — звучащим кальвадосом, Андрей Бухарин — подлинным, зрелым шедевром, где великолепно все: песни, поэзия, интонация, это последний закатный луч уходящего за горизонт солнца русского рока.
В ноябре 2019 года на рекорд-лейбле «Отделение Выход» вышел диск «Полковник. Трибьют», посвящённый памяти нижегородского рок-барда Алексея Хрынова (Полковника). «Хроноп» записал кавер на песню Полковника «Два солнца».
Месяцем позже «Хроноп» объявил о начале работы над собственным трибьютом, приуроченным к 35-летию группы.
К 35-летнему юбилею «Хронопа» был подготовлен альбом-трибьют, в который вошло 40 треков. Первая часть трибьюта «Весна», увидевшая свет в мае 2020 года, включала такие имена, как «Электрические партизаны», «Миссия: Антициклон», Олег Чубыкин, Павел Пиковский, Бранимир и Павел Фахртдинов. Вторая часть «Осень», вышедшая в октябре того же года, собрала таких звёзд русского рока как Андрей Макаревич, Чиж, Uma2rman, «Конец фильма».
В своем Telegram-канале «Бухарин слушает» Андрей Бухарин писал:

Исполняется 35 лет «Хронопу», одной из наших драгоценных и, к сожалению, недооцененных групп, которая, к слову сказать, в последние годы пребывает в лучшей даже творческой форме, чем в былинные времена русского рока. К дате выпущен альбом-посвящение, который лично мне напоминает дружескую вечеринку, и это хороший пример, когда дружба и музыка оказываются сильнее политических разногласий.

В марте 2021 года увидел свет одиннадцатый студийный альбом «Хронопа» — «Самостояние» (продюсер Александр Репьёв). Первым на него откликнулся критик Артем Липатов:

В «Самостоянии», словно бы стоящем чуть над двумя предыдущими — «Сейчастьем» и «Отчаньем и любовью» — сбалансированы оба чувства, которыми полны эти альбомы. В нем нет совсем уж безудержной боли за то, что вокруг, нет и почти истерического упоения радостным остановленным мгновением, — есть взгляд как будто чуть из-под прищура: лирический герой словно наблюдает за самим собой и своими переживаниями, чуть даже подтрунивая над ними. Но это ничуть не обесценивает чувства и смыслы, потому что живое, острое, резкое и настоящее под этой иронией не прячется — словно бы защищается. Есть тут и политические рефлексии, и отголоски карантинно-ковидного года, и ироничное отношение к идеалам недавнего прошлого, и ностальгическая нежность, и почти личные, автобиографические зарисовки, и, что очень важно, есть невероятно точная и вдохновенная работа продюсера записи, вечного соратника Демидова Алекса Репьёва.
Эту мысль продолжает в своем обзоре Юрий Нуреев:

В «Самостоянии» хватает и отчаяния, и любви, и сейчастья: мир в глазах Демидова по-прежнему не делится на черное и белое, но становится причиной для написания совершенно разных песен и, что немаловажно, для работы со звуком. Благодаря дуэту Демидов-Репьёв сегодня «Хроноп» оборачивается не потерянной легендой русского рока, а актуальным инди-роком для аудитории, которой важен и смысл, и звук.

## Состав группы
Состав 1985 года
- Вадим Демидов (вокал, гитара, песни)
- Кирилл Кобрин (тексты, идеология)
- Александр Терешкин (гитара, песни)
- Алексей Максимов (бас-гитара, песни)
- Алексей Казимиров (клавиши, песни)

В 1986 году к «Хронопу» присоединился Павел Носков (барабаны). В 1987 году в группу влилась Софья Серова (флейта), но в конце 1989 года её заменил Андрей Малых.
Состав 1990 года
- Вадим Демидов (вокал, гитара, песни)
- Александр Терешкин (гитара, песни)
- Алексей Максимов (бас-гитара, песни)
- Павел Носков (барабаны)
- Андрей Малых (флейта)

Состав 2005 года (реюньон)
- Вадим Демидов (вокал, гитара, песни)
- Александр Терешкин (гитара)
- Алексей Максимов (бас-гитара)
- Павел Носков (барабаны)
- Андрей Малых (флейта)

Александр Терешкин и Андрей Малых покинули «Хроноп» в 2006 году, Алексей Максимов — в 2007-м.
В 2006—2009 годах в группе участвовали Юрий Лисин (гитара), Александр «Хирург» Охлопков (гитара), Максим Поведский (скрипка).
Состав 2012 года
- Вадим Демидов (вокал, гитара, песни)
- Павел Носков (барабаны)
- Игорь Шивыров (бас-гитара)
- Михаил Киселёв(гитара)

Состав группы 2014 года
- Вадим Демидов (вокал, гитара, песни)
- Павел Носков (барабаны)
- Алексей Сидоров (бас-гитара)
- Александр Терешкин (гитара)
- Михаил Киселёв(гитара)
- Андрей Колесов (гитара, клавишные)

## Отзывы о творчестве
Артемий Троицкий:
| «Хроноп» — нижегородская рок-группа конца восьмидесятых — начала девяностых. Её лидер Вадим Демидов — настоящий поэт и вполне убедительный вокалист. Кому нравятся «Аквариум» и «Сплин», кто ещё не устал искать в песнях смысл, откроют для себя массу интересного. |

Александр Кушнир:
| Отличительной чертой хроноповских поисков оставалась способность всегда быть интеллигентными настолько, насколько это вообще возможно в рок-музыке. |

Захар Прилепин:
| Сколько было переслушано пластинок! Наверное, несколько тысяч, но, скорее всего, больше — потому что всевозможных звуконосителей у меня дома и сегодня тысячи три. А ведь десять лет назад я отвёз несколько пудов «винила», не в силах выбросить его, на дачу! А сколько аудио-кассет три года назад я свалил в гараже… Огромные кладбища музыкальной юности моей. И только группа «Хроноп» поныне живёт в моём доме полноправно и, уверен, не денется никуда и никогда. |

Леонид Новиков:
| «Хронопы», подобно многим интеллектуалам-стоикам от рок-н-ролла, мужественно волокли своё творчество на себе все 90-е, чтобы распасться под миллениум, и вернуться свеженькими, но поседевшими. |

## Дискография
Магнитоальбомы:
- 1985 — Домашний аквариум
- 1986 — Серые простыни
- 1988 — Топот мух (Live)
- 1991 — Легче воды
- 1995 — Где-то в Европе

Альбомы на виниле:
- 1990 — Здесь и сейчас — фирма «Мелодия», 1991

Альбомы на CD:
- 1990 — Здесь и сейчас — рекорд-лейбл «Союз/Zakat», 2007
- 1991 — Легче воды — рекорд-лейбл «Союз/Zakat», 2008
- 2006 — Любитель жидкости — рекорд-лейбл «Союз/Zakat», 2007
- 2007 — Песни Бронзового века — рекорд-лейбл «Союз/Zakat», 2008 (с бонус-DVD)
- 2009 — Венецианский альбом — рекорд-лейбл «Союз/Zakat», 2009
- 2010 — Двенадцать писем на небо — рекорд-лейбл «Союз/Zakat», 2010
- 2012 — Сезон лирохвоста[10] — музыкальное издательство «Геометрия», 2012
- 2014 — Сейчастье[11] — музыкальное издательство «Геометрия», 2014
- 2019 — Отчаянье и любовь[12][13][14][15][16] — «Геометрия», 2019
- 2021  — Самостояние — музыкальное издательство «Геометрия», *2021
- 2025 – Я звоню в тот колокол, что ещё может звонить — музыкальное издательство «Геометрия», 2025

## Сольные проекты
2006 — «Лучше поздно» («Дебют», сайд-проект с участием Вадима Демидова и Андрея Колесова) — музыкальное издательство «Геометрия», 2008
Игорь «Старый Пионэр» Дружинин:
| Многие правильно говорят, что надо делать любовь, а не войну. Многие говорят — а Вадим Демидов и Андрей Колесов делают. Театральные миниатюры в кабачке звучат тихо и сокровенно. Оставив на время в стороне ХРОНОП, Вадим соединил свои песни с инструментальной многогранностью Андрея. Странные звуки, магические созвучия, завораживающие отзвуки; поди, разберись, где здесь тайский кен-тхе, где турецкая тростниковая дудочка, а где обычные лесные палочки — анатомировать музыку дуэта так же перспективно, как выяснять внутреннее строение феи. Оторвите крылышки и попробуйте ими взмахнуть. Полетели? |

2010 — Вадим Демидов «Все женщины с солнца» (2CD) — лейбл «Бомба-Питер», 2010 muzmania:
| «Все женщины с Солнца» — это сборник из восьми акустических альбомов музыканта, он включает в себя 40 треков, как из архива неизданных песен, так и уже полюбившихся публике композиций: «Все женщины с Солнца», «Песня о китах», «Шведская семья» и другие песни. Новый двойной сборник отличается автобиографичными текстами, а также лирикой, часто ироничной по отношению к себе и друзьям автора. |